# Ambasada RP w Trypolisie
Ambasada Rzeczypospolitej Polskiej w Trypolisie – polska misja dyplomatyczna w stolicy Libii.

## Historia
Polska nawiązała stosunki dyplomatyczne z Libią w 1963. 11 maja 2011 rząd polski wycofał uznanie dla Wielkiej Arabskiej Libijskiej Dżamahirijji Ludowo-Socjalistycznej Mu’ammara al-Kaddafiego i uznał za jedynego uprawnionego partnera kontaktów Narodową Radę Tymczasową.
Ambasador RP w Trypolisie akredytowany był również w Republice Czadu i Republice Nigru.
31 lipca 2014 w związku z trwającymi w Trypolisie walkami oraz nieprzewidywalnością dalszego rozwoju sytuacji bezpieczeństwa w całym kraju polskie MSZ zawiesiło tymczasowo działalność ambasady w Trypolisie. Tymczasowa siedziba ambasady kierowana przez chargé d’affaires znajduje się w Tunisie.